# Frida Sofía
Frida Sofía (* 16. März 1992 in Mexiko-Stadt als Frida Sofía Moctezuma Guzmán-Pinal) ist eine mexikanisch-US-amerikanische Sängerin, Songschreiberin, Schauspielerin, Model und Designerin.
Sie erlangte als Model und Medienpersönlichkeit Bekanntheit, bevor sie eine musikalische Karriere als Solistin startete. Sofía besitzt einen lyrischen Sopran-Stimmumfang. Laut dem US-Billboard-Magazin gab Sofía 2019 ihr musikalisches Solo-Debüt im internationalen Fernsehen als Hauptdarstellerin während der Gala Anual de la Entrega del Balón de Oro, gehalten in Los Angeles, Kalifornien. Das Sportereignis wurde von über 30 Millionen Zuschauer verfolgt.

## Familie und Privatleben
Frida Sofía wurde 1992 als Tochter von Alejandra Guzmán und Pablo Moctezuma in Mexiko-Stadt, Mexiko, geboren;  sie ist die Enkelin der mexikanischen Schauspielerin Silvia Pinal. 2014 schloss sie ihr College mit zwei Bachelor-Abschlüssen in „Designmanagement“ und „Internationales Modemarketing“ an der Miami International University of Art & Design ab in Miami, im US-Bundesstaat Florida.

## Karriere
Im Jahr 2004, nach einem weithin bekannten Entführungsversuch in Mexiko-Stadt, zog Sofía in die Vereinigten Staaten, um eine professionelle Karriere zu beginnen.
2013 begann sie in einer Reihe amerikanischer Fernsehsender zu arbeiten, darunter Univision,  Estrella TV oder Telemundo; Sofía wurde auch Moderatorin der morgendlichen Fernsehshow ¡Despierta América!. Anschließend wurde Sofía von Cosmopolitan und Televisa engagiert, als offizielle Moderatorin der Cosmopolitan Summer Splash Show in Miami, Florida.
Auf der anderen Seite wurde Sofía im Februar 2015 eingestellt, um auf dem Cover des Playboy für Lateinamerika zu sein.
Im Jahr 2019 engagierten der mexikanische Fußballverband und Univision Frida Sofía als musikalische Hauptdarstellerin für die Gala Anual de la Entrega del Balón de Oro in Los Angeles, Kalifornien. Laut dem Billboard Magazin wurde die Veranstaltung von 30 Millionen Zuschauern verfolgt.